# Cuyahoga Falls
Cuyahoga Falls – miasto w Stanach Zjednoczonych, w północnej części stanu Ohio, na terenie hrabstwa Summit. Liczba mieszkańców w 2000 roku wynosiła 49 310.
W okresie letnim miasto jest siedzibą Cleveland Orchestra, która występuje w ramach Blossom Festival w sali Blossom Music Center.
Urodzili się tutaj:
- Robert Berdella – seryjny morderca,
- Jim Jarmusch – reżyser.

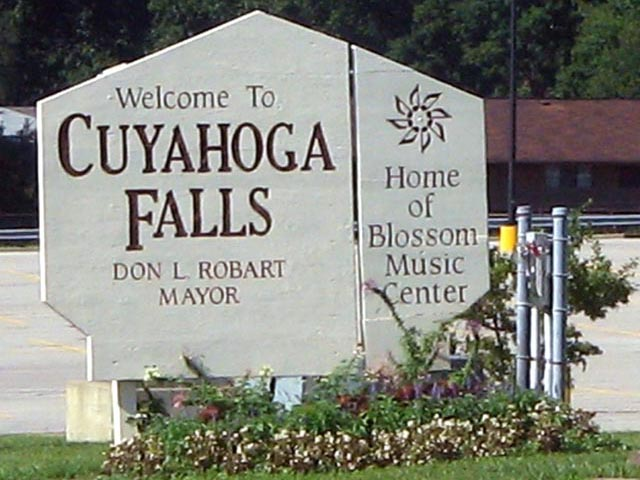
Tablica witająca przyjezdnych
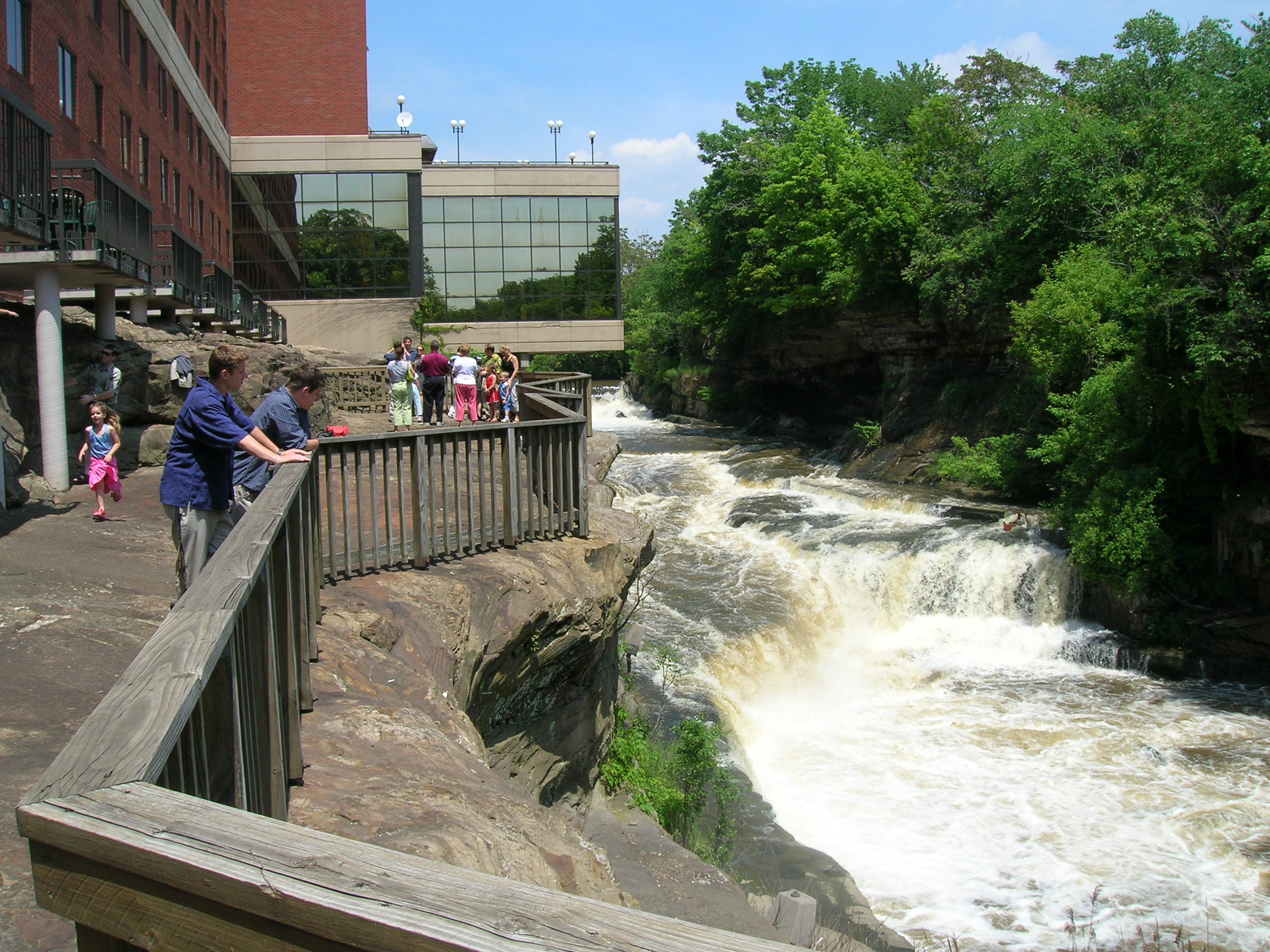
Rzeka Cuyahoga spływająca obok hotelu Sheraton Suites Akron Cuyahoga Falls